# ボリス・ポドリスキー
ボリス・ポドリスキー（Бори́с Я́ковлевич Подо́льский, Boris Podolsky, 1896年6月29日 - 1966年11月28日）は、ロシア出身のアメリカの物理学者。

## 来歴
ポドルスキーは、ロシア帝国・タガンログのユダヤ人家庭に生まれた。1913年に米国に移住して、南カリフォルニア大学で電気工学を学び、卒業後は米国陸軍に入隊した。除隊後、南カリフォルニア大学で数学の修士号を取得した。1928年にカリフォルニア工科大学で理論物理学の博士号を取得した。
ポドルスキーは、国家研究評議会フェローシップの下で、ドイツのライプツィヒ大学を経て、1930年にカリフォルニア工科大学の教職に戻り、プリンストン高等研究所で研究した。1935年にシンシナティ大学の理論物理学の教授に就任した。
ポドルスキーは、1935年にアルベルト・アインシュタイン、ネイサン・ローゼンとの共著で "Can Quantum-Mechanical Description of Physical Reality Be Considered Complete?" と題する論文を発表し、その中でアインシュタイン＝ポドルスキー＝ローゼンのパラドックスを見出した。